# ماجراجویی عجیب و غریب جوجو (فصل ۱)
فصل اول سریال تلویزیونی انیمه ماجراجویی عجیب و غریب جوجو محصول ۲۰۱۲ دیوید پروداکشن است که از دو آرک اول مانگای هیروهیکو آراکی با همین نام اقتباس شده‌است: خون شبح‌وار و گرایش به نبرد. آرک خون شبح‌وار که بین ۶ اکتبر و ۱ دسامبر ۲۰۱۲ در شبکه توکیو متروپولیتن تلویژن پخش شد، حول ماجراهای مرموز خانواده جوستار می‌چرخد که با ملاقات جاناتان جوستار و برادر خوانده اش دیو براندو و یک ماسک سنگی شروع می‌شود. آرک گرایش به نبرد که بین ۸ دسامبر ۲۰۱۲ تا ۶ آوریل ۲۰۱۳ پخش شد، دربارهٔ نوه جاناتان، جوزف جوستار، و مبارزه او با مردان Pillar، انسان نماهای باستانی که ماسک سنگی را خلق کردند، است. فصل اول به دو قسمت تقسیم شده که قسمت‌های ۱ تا ۹ قوس داستانی خون شبح‌وار و قسمت‌های ۱۰–۲۶ قوس داستانی گرایش به نبرد را پوشش می‌دهد.
این مجموعه در یک مجموعه در نه دی‌وی‌دی و دیسک بلوری بین ۳۰ ژانویه تا ۲۷ سپتامبر ۲۰۱۳ منتشر شد و کرانچی‌رول پخش مجموعه را در آوریل ۲۰۱۴ آغاز کرد. فصل دوم تحت نام ماجراجویی عجیب و غریب جوجو: صلیبیون گردستاره‌ای، بر اساس آرک سوم مجموعه، از ۵ آوریل ۲۰۱۴ پخش شد.